# Megachile nigriventris
Megachile nigriventris là một loài Hymenoptera trong họ Megachilidae. Loài này được Schenck mô tả khoa học năm 1870.